# James Hall (paleontologo)
James Hall (Hingham, 12 settembre 1811 – Bethlehem, 7 agosto 1898) è stato un geologo e paleontologo statunitense.

## Biografia
Dopo essersi laureato nel 1832 al Rensselaer Polytechnic Institute, dove ha anche lavorato prima come bibliotecario, poi come assistente alla cattedra di chimica, ha partecipato ad una spedizione sul gruppo dell'Helderberg, scoprendo fossili del siluriano e devoniano. Dal 1836 al 1841 ha partecipato ad una più lunga spedizione, nei monti Adirondack, i cui esiti ha pubblicato nel suo primo lavoro scientifico, la Geologia di New York, pubblicato nel 1843.
Nel frattempo ha compiuto una lunga serie di ricognizioni stratigrafiche in diversi stati americani, dall'Ohio all'Indiana, dall'Illinois al Missouri, dall'Iowa al Wisconsin, funzionali alla stesura della carta geologica degli Stati Uniti centrali ed occidentali e dalle quali ha registrato le differenze tra l'orogenesi appalachiana e quello che solo più tardi sarebbe stato definito cratone, con particolare riferimento allo scudo canadese. Tali ricerche, peraltro, furono utilizzate da Charles Lyell per il volume Viaggi in Nord America del 1845.
Tra il 1850 e il 1851, Hall è stato nella regione dei Grandi Laghi, prima vera ricognizione scientifica nel Nord America, analizzando in particolare i fossili del periodo siluriano. Ha compiuto numerose campagne d'indagine successive, tra il 1853 e il 1875, toccando di nuovo il Missouri e l'Ohio, ma anche la California, il New Jersey, il Texas, il Michigan e la Pennsylvania. Nel 1857 ha realizzato un laboratorio di analisi geologiche ad Albany, noto con il nome di James Hall Office, dove avrebbe lavorato per tutta la vita. Fra le sue principali pubblicazioni spicca la Paleontologia di New York uscita in otto volumi tra il 1847 e il 1894 e scritta con la collaborazione di John M. Clarke.
Direttore dal 1870 al 1894 del New York State Museum, nel 1893 ha detenuto il ruolo di geologo capo dello Stato di New York, incarico appositamente creato per lui. Tra i fondatori della Accademia americana delle Scienze, socio della Società Geologica di Londra, dell'Accademia francese delle scienze e dell'Accademia dei Lincei, Hall è stato presidente dell'American Association for the Advancement of Science (1856), nonché il primo presidente dalla Società Geologica d'America nel 1889.

## Bibliografia

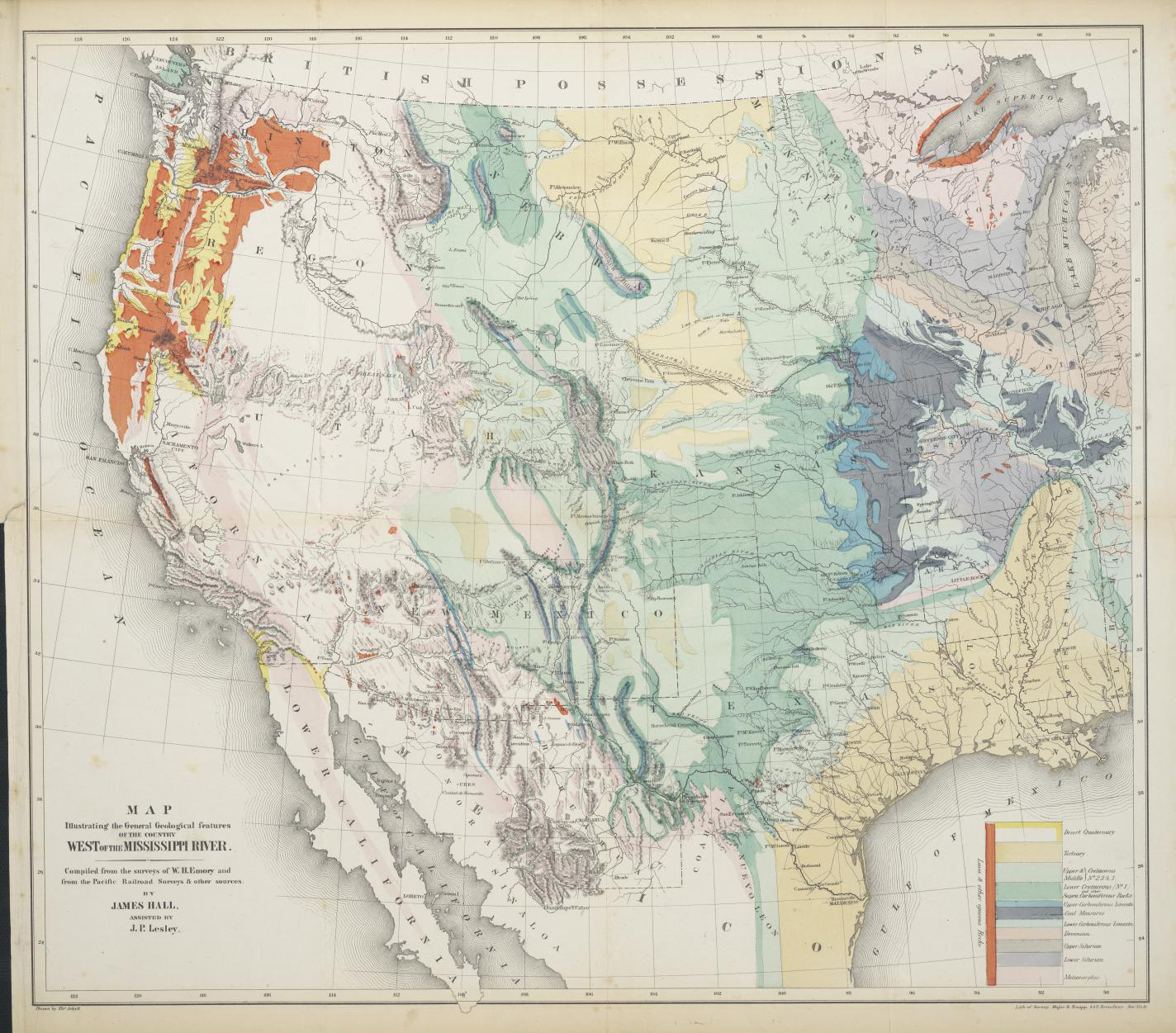
Hall & J. Peter Lesley, Map Illustrating the General Geological Features of the Country West of the Mississippi River, 1857